# Masters de Indian Wells 1993
El 1993 Newsweek Champions Cup and the Matrix Essentials Evert Cup fue la 17.ª edición del Abierto de Indian Wells, un torneo del circuito ATP y WTA Tour. Se llevó a cabo en las canchas duras de Indian Wells, en California (Estados Unidos), entre el 1 y el 15 de marzo de ese año.

## Ganadores

### Individual masculino
Jim Courier venció a  Wayne Ferreira, 6–3, 6–3, 6–1

### Individual femenino
Mary Joe Fernández venció a  Amanda Coetzer, 3–6, 6–1, 7–6(8–6)

### Dobles masculino
Guy Forget /  Henri Leconte vencieron a  Luke Jensen /  Scott Melville, 6–4, 7–5

### Dobles femenino
Rennae Stubbs /  Helena Suková vencieron a  Ann Grossman /  Patricia Hy, 6–3, 6–4